# Ladislau II da Hungria
Ladislau II da Hungria (em húngaro:  László II, em latim: Ladislau II; 1131 - 1163). Décimo quarto rei da Hungria de 1162 a 1163. Filho de Bela II da Hungria e Helena de Raska.